# Yamamotozephyrus kwangtungensis
Yamamotozephyrus kwangtungensis is een vlinder uit de familie van de Lycaenidae. De wetenschappelijke naam van de soort werd als Zephyrus kwangtungensis in 1947 gepubliceerd door Walter Forster.